# Ussel
Ussel er en mindre fransk provinsby. Den er underpræfektur i departementet Corrèze.